# نیوکاسل، شهرستان داون
نیوکاسل (به انگلیسی: Newcastle) یک منطقهٔ مسکونی در بریتانیا است که در شهرستان داون واقع شده‌است. نیوکاسل ۷٬۴۴۴ نفر جمعیت دارد.